# 南設楽郡

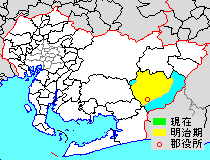
愛知県南設楽郡の範囲（水色：後に他郡から編入した区域）

南設楽郡（みなみしたらぐん）は、愛知県にあった郡。

## 郡域
1878年（明治11年）に行政区画として発足した当時の郡域は、新城市の大部分（豊川・宇連川以南および作手中河内・川合・池場を除く）にあたる。

## 歴史

### 郡発足までの沿革
- 『旧高旧領取調帳』に記載されている、三河国設楽郡のうち後の本郡域の明治初年時点での支配は以下の通り。●は村内に寺社領が、○は寺社除地[1]が存在。 （133村）

| 知行         | 知行               | 明治3年         | 村数 | 村名 |
| ------------ | ------------------ | --------------- | ---- | --- |
| 幕府領       | 中泉代官所         | 三河重原藩      | 2村  | 横山村、滝川村 |
| 幕府領       | 中泉代官所         | 伊那県          | 1村  | 槙原新田 |
| 幕府領       | 旗本領             | 伊那県          | 84村 | ●赤羽根村、荒原村、杉平村、●見代村、●和田村、設楽村、川上村、重広村、夏目村、●門前村、●草部村、●東矢部村、●西矢部村、海老村、大石村、双瀬村、●栃下村、塩平村、葛村、塩谷村、宗高村、竹広村、下平井村、只持村、山中村、●須山村（現・新城市作手清岳）、湯島村、布里村、一色村、塩瀬村、大和田村、源氏村、島田村、忍原村、大輪村、川田村、定池村、中村、新町村、●新城村、御領村、道貝津村、小田村、○菅沼村、善夫村、木和田村、山村、●臼子村、今出平村、●諏訪村、新間村、柳田村、宮脇村、大海村、下々村、谷下村、浅木村、大宮村、大坪村、常延村、出沢村、須長村、名高田村、森長村、牛倉村、黒口村、真国村、上平井村、恵美酒方村、問之町村、石田村、中市場村、野田村、長篠村、西杉山村、○東杉山村、片山村、徳定村、方瀬村、真菰村、小野村、身平橋村、大林村、古宿村 |
| 幕府領       | 旗本領             | 三河重原藩      | 13村 | 川手村、須山村（現・新城市連合）、北畑村、●鴨ヶ谷村、●弓木村、田代村、●寺林村、岩広村、根古屋村、●稲木村、清井田村、大野田村、有海村 |
| 幕府領       | 中泉代官所・旗本領 | ■重原藩・伊那県 | 1村  | 川路村 |
| 藩領         | 陸奥磐城平藩       | ■三河重原藩     | 13村 | 草谷村、川尻村、●西田原村、●東田原村、岩波村、黒瀬村、手洗所村、小林村、戸津呂村、●河合村、●野郷村、●相月村、大代村 |
| 藩領         | 三河挙母藩         | 三河挙母藩      | 1村  | ●長者平村 |
| 幕府領・藩領 | 旗本領・磐城平藩   | 伊那県・■重原藩 | 1村  | 市場村 |
| その他       | 寺社領             | 伊那県          | 17村 | ○門谷村、黒谷村、峯村、田代村、長楽新田、椎平新田、吉村、岡村、大草村、浅畑村、下平村、寺林村、大峠村、引地村、橋平村、湯谷村、柿平村 |

- 慶応4年
  - 4月29日（1868年5月21日） - 幕府領・旗本領が三河裁判所の管轄となる。
  - 6月9日（1868年7月28日） - 三河裁判所の管轄区域が三河県の管轄となる。
  - 7月 - 戊辰戦争の処分により磐城平藩領が三河県の管轄となる。
  - 9月 - 三河県の管轄区域のうち旧磐城平藩領および旧幕府領の一部が駿河府中藩領となる（明治3年の重原藩領のうち■の各村）。
- 明治2年
  - 1月 - 静岡藩領（■）および三河県の管轄区域の一部が三河重原藩領となる（管轄は上表参照）。
  - 6月24日（1869年8月1日） - 三河県の管轄区域が伊那県の管轄となる。
  - 8月7日（1869年9月12日） - 任知藩事により府中藩が改称して静岡藩となる。
- 明治4年
  - 7月14日（1871年8月29日） - 廃藩置県により、藩領が挙母県、重原県の管轄となる。
  - 11月15日（1871年12月26日） - 第1次府県統合により全域が額田県の管轄となる。
- 明治5年11月27日（1872年12月27日） - 愛知県の管轄となる。
- 明治8年（1875年）（122村）
  - 川上村・重広村・夏目村・門前村・草部村が合併して富永村となる。
  - 槙原新田・引地村・橋平村・湯谷村・柿平村が合併して豊岡村となる。
  - 黒谷村・峯村・田代村が門谷村に合併。
- 明治9年（1876年） - 大坪村・常延村が大宮村に、名高田村・森長村が須長村に、黒口村・真国村が牛倉村にそれぞれ合併。（116村）

### 郡発足以降の沿革
- 明治11年（1878年）12月20日 - 郡区町村編制法の愛知県での施行により、行政区画としての南設楽郡が発足。郡役所が新城村に設置。同年、以下の各村の統合が行われる。（60村）

- 横川村 ← 横山村、滝川村
- 高松村 ← 赤羽根村、弓木村、川手村、小林村
- 保永村 ← 見代村、和田村、戸津呂村
- 富沢村 ← 設楽村、岩広村
- 矢部村 ← 東矢部村、西矢部村
- 副川村 ← 大石村、双瀬村
- 玖老勢村 ← 栃下村、塩平村、葛村、塩谷村、長楽新田、椎平新田
- 平井村 ← 宗高村、下平井村
- 中島村 ← 山中村、湯島村
- 清岳村 ← 須山村（現・新城市作手清岳）、北畑村、市場村
- 愛郷村 ← 源氏村、島田村、忍原村、大輪村
- 豊島村 ← 定池村、中村、根古屋村

- 守義村 ← 御領村、道貝津村、小田村
- 豊栄村 ← 山村、臼子村、今出平村、諏訪村
- 八束穂村 ← 新間村、柳田村、宮脇村、下々村、清井田村
- 杉山村 ← 西杉山村、東杉山村
- 連合村 ← 須山村（現・新城市連合）、方瀬村、真菰村、小野村
- 四谷村 ← 大代村、身平橋村、大林村、古宿村
- 白鳥村 ← 寺林村、河合村、野郷村、相月村
- 高里村 ← 草谷村、川尻村、長者平村
- 田原村 ← 西田原村、東田原村
- 富保村 ← 吉村、岡村、大草村
- 富栄村 ← 浅畑村、下平村、寺林村、大峠村

- 新町村・問之町村が新城村に、中市場村・大野田村が野田村に、恵美酒方村が上平井村に、手洗所村が鴨ヶ谷村にそれぞれ合併。

- 明治17年（1884年） - 谷下村・浅木村が合併して浅谷村となる。（59村）

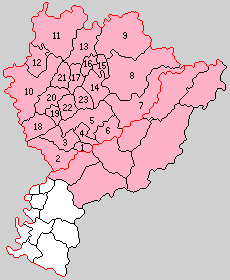
1.新城町 2.千秋村 3.西郷村 4.平井村 5.石座村 6.信楽村 7.長篠村 8.鳳来寺村 9.海老村 10.巴村 11.菅沼村 12.田原村 13.愛郷村 14.布里村 15.只持村 16.一色村 17.塩瀬村 18.保永村 19.杉平村 20.高松村 21.大和田村 22.田代村 23.荒原村（赤：新城市）

- 明治22年（1889年）10月1日 - 町村制の施行により、以下の町村が発足。全域が現・新城市。（1町22村）
  - 新城町 ← 新城村［大部分］、石田村［一部］
  - 千秋村 ← 石田村［大部分］、新城村［一部］、野田村、豊島村、川田村、稲木村
  - 西郷村 ← 杉山村、豊栄村、徳定村、片山村
  - 平井村 ← 平井村、上平井村、矢部村、富沢村
  - 石座村 ← 富永村、大宮村、牛倉村、須長村、浅谷村、出沢村
  - 信楽村 ← 八束穂村、川路村、竹広村、大海村、有海村
  - 長篠村 ← 長篠村、富栄村、豊岡村、富保村、横川村
  - 鳳来寺村 ← 玖老勢村、門谷村、副川村［一部］
  - 海老村 ← 海老村、副川村［大部分］、四谷村、連合村、中島村
  - 巴村 ← 高里村、岩波村、鴨ヶ谷村、清岳村、白鳥村
  - 菅沼村 ← 守義村、菅沼村、善夫村、木和田村
  - 田原村 ← 田原村、黒瀬村
  - 愛郷村、布里村、只持村、一色村、塩瀬村、保永村、杉平村、高松村、大和田村、田代村、荒原村（それぞれ単独村制）
- 明治24年（1891年）4月1日 - 郡制を施行。
- 明治27年（1894年）4月28日 - 海老村が町制施行して海老町となる。（2町21村）
- 明治39年（1906年）5月1日（2町5村）
  - 只持村・塩瀬村・布里村・一色村・愛郷村・鳳来寺村が合併し、改めて鳳来寺村が発足。（2町5村）
  - 千秋村・西郷村が合併して千郷村が発足。
  - 平井村・信楽村・石座村が合併して東郷村が発足。
  - 巴村・田原村・菅沼村・高松村・田代村・杉平村・保永村・荒原村・大和田村が合併して作手村が発足。
- 大正12年（1923年）4月1日 - 郡会が廃止。郡役所は存続。
- 大正15年（1926年）7月1日 - 郡役所が廃止。以降は地域区分名称となる。
- 昭和23年（1948年）2月1日 - 作手村が東加茂郡下山村の一部（北中河内）を編入。
- 昭和30年（1955年）4月15日 - 新城町・千郷村・東郷村が八名郡舟着村・八名村と合併し、改めて新城町が発足。（2町3村）
- 昭和31年（1956年）
  - 4月1日 - 長篠村・鳳来寺村が八名郡大野町・七郷村と合併して鳳来町が発足。（3町1村）
  - 7月1日 - 北設楽郡三輪村の一部（大字川合及び大字長岡の一部（池場地区））が鳳来町に編入[3]。
  - 9月30日（2町1村）
    - 海老町・八名郡山吉田村が鳳来町に編入。
    - 新城町の一部（乗本）が鳳来町に、鳳来町の一部（横川・布里の各一部[4]）が新城町にそれぞれ編入。
- 昭和33年（1958年）11月1日 - 新城町が市制施行して新城市となり、郡より離脱。（1町1村）
- 平成17年（2005年）10月1日 - 鳳来町・作手村が新城市と合併し、改めて新城市が発足。同日南設楽郡消滅。

### 変遷表
| 明治22年以前 | 明治22年以前   | 明治22年以前   | 明治22年以前    | 明治22年10月1日 町村制施行 | 明治22年 - 明治33年            | 明治34年 - 大正15年                    | 昭和元年 - 昭和64年         | 昭和元年 - 昭和64年                   | 昭和元年 - 昭和64年         | 平成元年 - 現在             | 現在   |
| ------------ | -------------- | -------------- | --------------- | -------------------------- | ------------------------------ | -------------------------------------- | --------------------------- | ------------------------------------- | --------------------------- | --------------------------- | ------ |
| 新城村       | 新城村         | 新城村         | 新城村          | 新城町                     | 新城町                         | 新城町                                 | 昭和30年4月15日 合併 新城町 | 新城町                                | 昭和33年11月1日 市制 新城市 | 平成17年10月1日 合併 新城市 | 新城市 |
| 新町村       |                | 新城村         | 新城村          | 新城町                     | 新城町                         | 新城町                                 | 昭和30年4月15日 合併 新城町 | 新城町                                | 昭和33年11月1日 市制 新城市 | 平成17年10月1日 合併 新城市 | 新城市 |
| 問之町村     |                | 新城村         | 新城村          | 新城町                     | 新城町                         | 新城町                                 | 昭和30年4月15日 合併 新城町 | 新城町                                | 昭和33年11月1日 市制 新城市 | 平成17年10月1日 合併 新城市 | 新城市 |
| 野田村       | 野田村         | 野田村         | 野田村          | 千秋村                     | 千秋村                         | 明治39年5月1日 合併 千郷村             | 昭和30年4月15日 合併 新城町 | 新城町                                | 昭和33年11月1日 市制 新城市 | 平成17年10月1日 合併 新城市 | 新城市 |
| 大野田村     |                | 野田村         | 野田村          | 千秋村                     | 千秋村                         | 明治39年5月1日 合併 千郷村             | 昭和30年4月15日 合併 新城町 | 新城町                                | 昭和33年11月1日 市制 新城市 | 平成17年10月1日 合併 新城市 | 新城市 |
| 中市場村     |                | 野田村         | 野田村          | 千秋村                     | 千秋村                         | 明治39年5月1日 合併 千郷村             | 昭和30年4月15日 合併 新城町 | 新城町                                | 昭和33年11月1日 市制 新城市 | 平成17年10月1日 合併 新城市 | 新城市 |
| 中村         | 中村           | 豊島村         | 豊島村          | 千秋村                     | 千秋村                         | 明治39年5月1日 合併 千郷村             | 昭和30年4月15日 合併 新城町 | 新城町                                | 昭和33年11月1日 市制 新城市 | 平成17年10月1日 合併 新城市 | 新城市 |
| 定池村       |                | 豊島村         | 豊島村          | 千秋村                     | 千秋村                         | 明治39年5月1日 合併 千郷村             | 昭和30年4月15日 合併 新城町 | 新城町                                | 昭和33年11月1日 市制 新城市 | 平成17年10月1日 合併 新城市 | 新城市 |
| 根古屋村     |                | 豊島村         | 豊島村          | 千秋村                     | 千秋村                         | 明治39年5月1日 合併 千郷村             | 昭和30年4月15日 合併 新城町 | 新城町                                | 昭和33年11月1日 市制 新城市 | 平成17年10月1日 合併 新城市 | 新城市 |
| 稲木村       |                |                |                 | 千秋村                     | 千秋村                         | 明治39年5月1日 合併 千郷村             | 昭和30年4月15日 合併 新城町 | 新城町                                | 昭和33年11月1日 市制 新城市 | 平成17年10月1日 合併 新城市 | 新城市 |
| 川田村       |                |                |                 | 千秋村                     | 千秋村                         | 明治39年5月1日 合併 千郷村             | 昭和30年4月15日 合併 新城町 | 新城町                                | 昭和33年11月1日 市制 新城市 | 平成17年10月1日 合併 新城市 | 新城市 |
| 石田村       |                |                |                 | 千秋村                     | 千秋村                         | 明治39年5月1日 合併 千郷村             | 昭和30年4月15日 合併 新城町 | 新城町                                | 昭和33年11月1日 市制 新城市 | 平成17年10月1日 合併 新城市 | 新城市 |
| 片山村       | 片山村         | 片山村         | 片山村          | 西郷村                     | 西郷村                         | 明治39年5月1日 合併 千郷村             | 昭和30年4月15日 合併 新城町 | 新城町                                | 昭和33年11月1日 市制 新城市 | 平成17年10月1日 合併 新城市 | 新城市 |
| 徳定村       |                |                |                 | 西郷村                     | 西郷村                         | 明治39年5月1日 合併 千郷村             | 昭和30年4月15日 合併 新城町 | 新城町                                | 昭和33年11月1日 市制 新城市 | 平成17年10月1日 合併 新城市 | 新城市 |
| 諏訪村       |                |                |                 | 西郷村                     | 西郷村                         | 明治39年5月1日 合併 千郷村             | 昭和30年4月15日 合併 新城町 | 新城町                                | 昭和33年11月1日 市制 新城市 | 平成17年10月1日 合併 新城市 | 新城市 |
| 山村         | 山村           | 山村           | 山村            | 西郷村                     | 西郷村                         | 明治39年5月1日 合併 千郷村             | 昭和30年4月15日 合併 新城町 | 新城町                                | 昭和33年11月1日 市制 新城市 | 平成17年10月1日 合併 新城市 | 新城市 |
| 臼子村       |                | 山村           | 山村            | 西郷村                     | 西郷村                         | 明治39年5月1日 合併 千郷村             | 昭和30年4月15日 合併 新城町 | 新城町                                | 昭和33年11月1日 市制 新城市 | 平成17年10月1日 合併 新城市 | 新城市 |
| 今出平村     |                | 山村           | 山村            | 西郷村                     | 西郷村                         | 明治39年5月1日 合併 千郷村             | 昭和30年4月15日 合併 新城町 | 新城町                                | 昭和33年11月1日 市制 新城市 | 平成17年10月1日 合併 新城市 | 新城市 |
| 西杉山村     | 西杉山村       | 杉山村         | 杉山村          | 西郷村                     | 西郷村                         | 明治39年5月1日 合併 千郷村             | 昭和30年4月15日 合併 新城町 | 新城町                                | 昭和33年11月1日 市制 新城市 | 平成17年10月1日 合併 新城市 | 新城市 |
| 東杉山村     |                | 杉山村         | 杉山村          | 西郷村                     | 西郷村                         | 明治39年5月1日 合併 千郷村             | 昭和30年4月15日 合併 新城町 | 新城町                                | 昭和33年11月1日 市制 新城市 | 平成17年10月1日 合併 新城市 | 新城市 |
| 下平井村     | 下平井村       | 平井村         | 平井村          | 平井村                     | 平井村                         | 明治39年5月1日 合併 東郷村             | 昭和30年4月15日 合併 新城町 | 新城町                                | 昭和33年11月1日 市制 新城市 | 平成17年10月1日 合併 新城市 | 新城市 |
| 宗高村       |                | 平井村         | 平井村          | 平井村                     | 平井村                         | 明治39年5月1日 合併 東郷村             | 昭和30年4月15日 合併 新城町 | 新城町                                | 昭和33年11月1日 市制 新城市 | 平成17年10月1日 合併 新城市 | 新城市 |
| 上平井村     | 上平井村       | 上平井村       | 上平井村        | 平井村                     | 平井村                         | 明治39年5月1日 合併 東郷村             | 昭和30年4月15日 合併 新城町 | 新城町                                | 昭和33年11月1日 市制 新城市 | 平成17年10月1日 合併 新城市 | 新城市 |
| 恵美酒方村   |                | 上平井村       | 上平井村        | 平井村                     | 平井村                         | 明治39年5月1日 合併 東郷村             | 昭和30年4月15日 合併 新城町 | 新城町                                | 昭和33年11月1日 市制 新城市 | 平成17年10月1日 合併 新城市 | 新城市 |
| 岩広村       | 岩広村         | 富沢村         | 富沢村          | 平井村                     | 平井村                         | 明治39年5月1日 合併 東郷村             | 昭和30年4月15日 合併 新城町 | 新城町                                | 昭和33年11月1日 市制 新城市 | 平成17年10月1日 合併 新城市 | 新城市 |
| 設楽村       |                | 富沢村         | 富沢村          | 平井村                     | 平井村                         | 明治39年5月1日 合併 東郷村             | 昭和30年4月15日 合併 新城町 | 新城町                                | 昭和33年11月1日 市制 新城市 | 平成17年10月1日 合併 新城市 | 新城市 |
| 西矢部村     | 西矢部村       | 矢部村         | 矢部村          | 平井村                     | 平井村                         | 明治39年5月1日 合併 東郷村             | 昭和30年4月15日 合併 新城町 | 新城町                                | 昭和33年11月1日 市制 新城市 | 平成17年10月1日 合併 新城市 | 新城市 |
| 東矢部村     |                | 矢部村         | 矢部村          | 平井村                     | 平井村                         | 明治39年5月1日 合併 東郷村             | 昭和30年4月15日 合併 新城町 | 新城町                                | 昭和33年11月1日 市制 新城市 | 平成17年10月1日 合併 新城市 | 新城市 |
| 清井田村     | 清井田村       | 八束穂村       | 八束穂村        | 信楽村                     | 信楽村                         | 明治39年5月1日 合併 東郷村             | 昭和30年4月15日 合併 新城町 | 新城町                                | 昭和33年11月1日 市制 新城市 | 平成17年10月1日 合併 新城市 | 新城市 |
| 新間村       |                | 八束穂村       | 八束穂村        | 信楽村                     | 信楽村                         | 明治39年5月1日 合併 東郷村             | 昭和30年4月15日 合併 新城町 | 新城町                                | 昭和33年11月1日 市制 新城市 | 平成17年10月1日 合併 新城市 | 新城市 |
| 柳田村       |                | 八束穂村       | 八束穂村        | 信楽村                     | 信楽村                         | 明治39年5月1日 合併 東郷村             | 昭和30年4月15日 合併 新城町 | 新城町                                | 昭和33年11月1日 市制 新城市 | 平成17年10月1日 合併 新城市 | 新城市 |
| 宮脇村       |                | 八束穂村       | 八束穂村        | 信楽村                     | 信楽村                         | 明治39年5月1日 合併 東郷村             | 昭和30年4月15日 合併 新城町 | 新城町                                | 昭和33年11月1日 市制 新城市 | 平成17年10月1日 合併 新城市 | 新城市 |
| 下々村       |                | 八束穂村       | 八束穂村        | 信楽村                     | 信楽村                         | 明治39年5月1日 合併 東郷村             | 昭和30年4月15日 合併 新城町 | 新城町                                | 昭和33年11月1日 市制 新城市 | 平成17年10月1日 合併 新城市 | 新城市 |
| 川路村       |                |                |                 | 信楽村                     | 信楽村                         | 明治39年5月1日 合併 東郷村             | 昭和30年4月15日 合併 新城町 | 新城町                                | 昭和33年11月1日 市制 新城市 | 平成17年10月1日 合併 新城市 | 新城市 |
| 竹広村       |                |                |                 | 信楽村                     | 信楽村                         | 明治39年5月1日 合併 東郷村             | 昭和30年4月15日 合併 新城町 | 新城町                                | 昭和33年11月1日 市制 新城市 | 平成17年10月1日 合併 新城市 | 新城市 |
| 大海村       |                |                |                 | 信楽村                     | 信楽村                         | 明治39年5月1日 合併 東郷村             | 昭和30年4月15日 合併 新城町 | 新城町                                | 昭和33年11月1日 市制 新城市 | 平成17年10月1日 合併 新城市 | 新城市 |
| 有海村       |                |                |                 | 信楽村                     | 信楽村                         | 明治39年5月1日 合併 東郷村             | 昭和30年4月15日 合併 新城町 | 新城町                                | 昭和33年11月1日 市制 新城市 | 平成17年10月1日 合併 新城市 | 新城市 |
| 浅木村       | 浅木村         | 浅木村         | 浅谷村          | 石座村                     | 石座村                         | 明治39年5月1日 合併 東郷村             | 昭和30年4月15日 合併 新城町 | 新城町                                | 昭和33年11月1日 市制 新城市 | 平成17年10月1日 合併 新城市 | 新城市 |
| 谷下村       |                |                | 浅谷村          | 石座村                     | 石座村                         | 明治39年5月1日 合併 東郷村             | 昭和30年4月15日 合併 新城町 | 新城町                                | 昭和33年11月1日 市制 新城市 | 平成17年10月1日 合併 新城市 | 新城市 |
| 大宮村       | 大宮村         | 大宮村         | 大宮村          | 石座村                     | 石座村                         | 明治39年5月1日 合併 東郷村             | 昭和30年4月15日 合併 新城町 | 新城町                                | 昭和33年11月1日 市制 新城市 | 平成17年10月1日 合併 新城市 | 新城市 |
| 大坪村       |                | 大宮村         | 大宮村          | 石座村                     | 石座村                         | 明治39年5月1日 合併 東郷村             | 昭和30年4月15日 合併 新城町 | 新城町                                | 昭和33年11月1日 市制 新城市 | 平成17年10月1日 合併 新城市 | 新城市 |
| 常延村       |                | 大宮村         | 大宮村          | 石座村                     | 石座村                         | 明治39年5月1日 合併 東郷村             | 昭和30年4月15日 合併 新城町 | 新城町                                | 昭和33年11月1日 市制 新城市 | 平成17年10月1日 合併 新城市 | 新城市 |
| 川上村       | 川上村         | 富永村         | 富永村          | 石座村                     | 石座村                         | 明治39年5月1日 合併 東郷村             | 昭和30年4月15日 合併 新城町 | 新城町                                | 昭和33年11月1日 市制 新城市 | 平成17年10月1日 合併 新城市 | 新城市 |
| 重広村       |                | 富永村         | 富永村          | 石座村                     | 石座村                         | 明治39年5月1日 合併 東郷村             | 昭和30年4月15日 合併 新城町 | 新城町                                | 昭和33年11月1日 市制 新城市 | 平成17年10月1日 合併 新城市 | 新城市 |
| 夏目村       |                | 富永村         | 富永村          | 石座村                     | 石座村                         | 明治39年5月1日 合併 東郷村             | 昭和30年4月15日 合併 新城町 | 新城町                                | 昭和33年11月1日 市制 新城市 | 平成17年10月1日 合併 新城市 | 新城市 |
| 門前村       |                | 富永村         | 富永村          | 石座村                     | 石座村                         | 明治39年5月1日 合併 東郷村             | 昭和30年4月15日 合併 新城町 | 新城町                                | 昭和33年11月1日 市制 新城市 | 平成17年10月1日 合併 新城市 | 新城市 |
| 草部村       |                | 富永村         | 富永村          | 石座村                     | 石座村                         | 明治39年5月1日 合併 東郷村             | 昭和30年4月15日 合併 新城町 | 新城町                                | 昭和33年11月1日 市制 新城市 | 平成17年10月1日 合併 新城市 | 新城市 |
| 出沢村       |                |                |                 | 石座村                     | 石座村                         | 明治39年5月1日 合併 東郷村             | 昭和30年4月15日 合併 新城町 | 新城町                                | 昭和33年11月1日 市制 新城市 | 平成17年10月1日 合併 新城市 | 新城市 |
| 須長村       | 須長村         | 須長村         | 須長村          | 石座村                     | 石座村                         | 明治39年5月1日 合併 東郷村             | 昭和30年4月15日 合併 新城町 | 新城町                                | 昭和33年11月1日 市制 新城市 | 平成17年10月1日 合併 新城市 | 新城市 |
| 名高田村     |                | 須長村         | 須長村          | 石座村                     | 石座村                         | 明治39年5月1日 合併 東郷村             | 昭和30年4月15日 合併 新城町 | 新城町                                | 昭和33年11月1日 市制 新城市 | 平成17年10月1日 合併 新城市 | 新城市 |
| 森長村       |                | 須長村         | 須長村          | 石座村                     | 石座村                         | 明治39年5月1日 合併 東郷村             | 昭和30年4月15日 合併 新城町 | 新城町                                | 昭和33年11月1日 市制 新城市 | 平成17年10月1日 合併 新城市 | 新城市 |
| 牛倉村       | 牛倉村         | 牛倉村         | 牛倉村          | 石座村                     | 石座村                         | 明治39年5月1日 合併 東郷村             | 昭和30年4月15日 合併 新城町 | 新城町                                | 昭和33年11月1日 市制 新城市 | 平成17年10月1日 合併 新城市 | 新城市 |
| 真国村       |                | 牛倉村         | 牛倉村          | 石座村                     | 石座村                         | 明治39年5月1日 合併 東郷村             | 昭和30年4月15日 合併 新城町 | 新城町                                | 昭和33年11月1日 市制 新城市 | 平成17年10月1日 合併 新城市 | 新城市 |
| 黒口村       |                | 牛倉村         | 牛倉村          | 石座村                     | 石座村                         | 明治39年5月1日 合併 東郷村             | 昭和30年4月15日 合併 新城町 | 新城町                                | 昭和33年11月1日 市制 新城市 | 平成17年10月1日 合併 新城市 | 新城市 |
| 八 名 郡     | 半原村         | 富岡村         | 富岡村          | 富岡村                     | 富岡村                         | 明治39年7月1日 合併 八名村             | 昭和30年4月15日 合併 新城町 | 新城町                                | 昭和33年11月1日 市制 新城市 | 平成17年10月1日 合併 新城市 | 新城市 |
| 八 名 郡     | 下宇利村       | 富岡村         | 富岡村          | 富岡村                     | 富岡村                         | 明治39年7月1日 合併 八名村             | 昭和30年4月15日 合併 新城町 | 新城町                                | 昭和33年11月1日 市制 新城市 | 平成17年10月1日 合併 新城市 | 新城市 |
| 八 名 郡     | 中宇利村       |                |                 | 富岡村                     | 富岡村                         | 明治39年7月1日 合併 八名村             | 昭和30年4月15日 合併 新城町 | 新城町                                | 昭和33年11月1日 市制 新城市 | 平成17年10月1日 合併 新城市 | 新城市 |
| 八 名 郡     | 黒田村         |                |                 | 富岡村                     | 富岡村                         | 明治39年7月1日 合併 八名村             | 昭和30年4月15日 合併 新城町 | 新城町                                | 昭和33年11月1日 市制 新城市 | 平成17年10月1日 合併 新城市 | 新城市 |
| 八 名 郡     | 小畑村         |                |                 | 富岡村                     | 富岡村                         | 明治39年7月1日 合併 八名村             | 昭和30年4月15日 合併 新城町 | 新城町                                | 昭和33年11月1日 市制 新城市 | 平成17年10月1日 合併 新城市 | 新城市 |
| 八 名 郡     | 庭野村         | 庭野村         | 庭野村          | 長部村                     | 長部村                         | 明治39年7月1日 合併 八名村             | 昭和30年4月15日 合併 新城町 | 新城町                                | 昭和33年11月1日 市制 新城市 | 平成17年10月1日 合併 新城市 | 新城市 |
| 八 名 郡     | 一鍬田村       |                |                 | 長部村                     | 長部村                         | 明治39年7月1日 合併 八名村             | 昭和30年4月15日 合併 新城町 | 新城町                                | 昭和33年11月1日 市制 新城市 | 平成17年10月1日 合併 新城市 | 新城市 |
| 八 名 郡     | 八名井村       |                |                 | 長部村                     | 長部村                         | 明治39年7月1日 合併 八名村             | 昭和30年4月15日 合併 新城町 | 新城町                                | 昭和33年11月1日 市制 新城市 | 平成17年10月1日 合併 新城市 | 新城市 |
| 八 名 郡     | 日吉村         | 日吉村         | 日吉村          | 日吉村                     | 日吉村                         | 明治39年7月1日 合併 舟着村             | 昭和30年4月15日 合併 新城町 | 新城町                                | 昭和33年11月1日 市制 新城市 | 平成17年10月1日 合併 新城市 | 新城市 |
| 八 名 郡     | 吉川村         |                |                 | 日吉村                     | 日吉村                         | 明治39年7月1日 合併 舟着村             | 昭和30年4月15日 合併 新城町 | 新城町                                | 昭和33年11月1日 市制 新城市 | 平成17年10月1日 合併 新城市 | 新城市 |
| 八 名 郡     | 乗本村         | 乗本村         | 乗本村          | 乗本村                     | 乗本村                         | 明治39年7月1日 合併 舟着村             | 昭和30年4月15日 合併 新城町 | 昭和31年9月30日 境界変更 鳳来町に編入 | 鳳来町                      | 平成17年10月1日 合併 新城市 | 新城市 |
| 八 名 郡     | 上吉田村       | 上吉田村       | 上吉田村        | 山吉田村                   | 山吉田村                       | 山吉田村                               | 山吉田村                    | 昭和31年9月30日 鳳来町に編入          | 鳳来町                      | 平成17年10月1日 合併 新城市 | 新城市 |
| 八 名 郡     | 下吉田村       |                |                 | 山吉田村                   | 山吉田村                       | 山吉田村                               | 山吉田村                    | 昭和31年9月30日 鳳来町に編入          | 鳳来町                      | 平成17年10月1日 合併 新城市 | 新城市 |
| 八 名 郡     | 竹之輪村       |                |                 | 山吉田村                   | 山吉田村                       | 山吉田村                               | 山吉田村                    | 昭和31年9月30日 鳳来町に編入          | 鳳来町                      | 平成17年10月1日 合併 新城市 | 新城市 |
| 八 名 郡     | 黄柳村         | 黄柳村         | 黄柳野村        | 山吉田村                   | 山吉田村                       | 山吉田村                               | 山吉田村                    | 昭和31年9月30日 鳳来町に編入          | 鳳来町                      | 平成17年10月1日 合併 新城市 | 新城市 |
| 八 名 郡     | 多利野村       |                | 黄柳野村        | 山吉田村                   | 山吉田村                       | 山吉田村                               | 山吉田村                    | 昭和31年9月30日 鳳来町に編入          | 鳳来町                      | 平成17年10月1日 合併 新城市 | 新城市 |
| 海老村       | 海老村         | 海老村         | 海老村          | 海老村                     | 明治27年4月28日 町制 海老町    | 海老町                                 | 海老町                      | 昭和31年9月30日 鳳来町に編入          | 鳳来町                      | 平成17年10月1日 合併 新城市 | 新城市 |
| 双瀬村       | 双瀬村         | 双瀬村         | 副川村          | 海老村                     | 明治27年4月28日 町制 海老町    | 海老町                                 | 海老町                      | 昭和31年9月30日 鳳来町に編入          | 鳳来町                      | 平成17年10月1日 合併 新城市 | 新城市 |
| 大石村       |                |                | 副川村          | 海老村                     | 明治27年4月28日 町制 海老町    | 海老町                                 | 海老町                      | 昭和31年9月30日 鳳来町に編入          | 鳳来町                      | 平成17年10月1日 合併 新城市 | 新城市 |
| 山中村       | 山中村         | 山中村         | 中島村          | 海老村                     | 明治27年4月28日 町制 海老町    | 海老町                                 | 海老町                      | 昭和31年9月30日 鳳来町に編入          | 鳳来町                      | 平成17年10月1日 合併 新城市 | 新城市 |
| 湯島村       |                |                | 中島村          | 海老村                     | 明治27年4月28日 町制 海老町    | 海老町                                 | 海老町                      | 昭和31年9月30日 鳳来町に編入          | 鳳来町                      | 平成17年10月1日 合併 新城市 | 新城市 |
| 身平橋村     | 身平橋村       | 身平橋村       | 四谷村          | 海老村                     | 明治27年4月28日 町制 海老町    | 海老町                                 | 海老町                      | 昭和31年9月30日 鳳来町に編入          | 鳳来町                      | 平成17年10月1日 合併 新城市 | 新城市 |
| 大林村       |                |                | 四谷村          | 海老村                     | 明治27年4月28日 町制 海老町    | 海老町                                 | 海老町                      | 昭和31年9月30日 鳳来町に編入          | 鳳来町                      | 平成17年10月1日 合併 新城市 | 新城市 |
| 古宿村       |                |                | 四谷村          | 海老村                     | 明治27年4月28日 町制 海老町    | 海老町                                 | 海老町                      | 昭和31年9月30日 鳳来町に編入          | 鳳来町                      | 平成17年10月1日 合併 新城市 | 新城市 |
| 大代村       |                |                | 四谷村          | 海老村                     | 明治27年4月28日 町制 海老町    | 海老町                                 | 海老町                      | 昭和31年9月30日 鳳来町に編入          | 鳳来町                      | 平成17年10月1日 合併 新城市 | 新城市 |
| 須山村       | 須山村         | 須山村         | 連合村          | 海老村                     | 明治27年4月28日 町制 海老町    | 海老町                                 | 海老町                      | 昭和31年9月30日 鳳来町に編入          | 鳳来町                      | 平成17年10月1日 合併 新城市 | 新城市 |
| 方瀬村       |                |                | 連合村          | 海老村                     | 明治27年4月28日 町制 海老町    | 海老町                                 | 海老町                      | 昭和31年9月30日 鳳来町に編入          | 鳳来町                      | 平成17年10月1日 合併 新城市 | 新城市 |
| 真菰村       |                |                | 連合村          | 海老村                     | 明治27年4月28日 町制 海老町    | 海老町                                 | 海老町                      | 昭和31年9月30日 鳳来町に編入          | 鳳来町                      | 平成17年10月1日 合併 新城市 | 新城市 |
| 小野村       |                |                | 連合村          | 海老村                     | 明治27年4月28日 町制 海老町    | 海老町                                 | 海老町                      | 昭和31年9月30日 鳳来町に編入          | 鳳来町                      | 平成17年10月1日 合併 新城市 | 新城市 |
| 北 設 楽 郡  | 池場村         | 池場村         | 池場村 （一部） | 三輪村 （池場・川合）      | 三輪村 （池場・川合）          | 三輪村 （池場・川合）                  | 三輪村 （池場・川合）       | 昭和31年7月1日 鳳来町に編入           | 鳳来町                      | 平成17年10月1日 合併 新城市 | 新城市 |
| 北 設 楽 郡  | 川合村         | 川合村         | 川合村 （一部） | 三輪村 （池場・川合）      | 三輪村 （池場・川合）          | 三輪村 （池場・川合）                  | 三輪村 （池場・川合）       | 昭和31年7月1日 鳳来町に編入           | 鳳来町                      | 平成17年10月1日 合併 新城市 | 新城市 |
| 八 名 郡     | 大野村         | 大野村         | 大野村          | 大野村                     | 明治25年4月18日 町制 大野町    | 大野町                                 | 昭和31年4月1日 合併 鳳来町  | 鳳来町                                | 鳳来町                      | 平成17年10月1日 合併 新城市 | 新城市 |
| 八 名 郡     | 名号村         | 名号村         | 名号村          | 大野村                     | 明治23年10月20日 分立 名号村   | 明治39年7月1日 合併 七郷村             | 昭和31年4月1日 合併 鳳来町  | 鳳来町                                | 鳳来町                      | 平成17年10月1日 合併 新城市 | 新城市 |
| 八 名 郡     | 名越村         | 名越村         | 名越村          | 大野村                     | 明治23年10月20日 分立 名越村   | 明治39年7月1日 合併 七郷村             | 昭和31年4月1日 合併 鳳来町  | 鳳来町                                | 鳳来町                      | 平成17年10月1日 合併 新城市 | 新城市 |
| 八 名 郡     | 能登瀬村       | 能登瀬村       | 能登瀬村        | 大野村                     | 明治23年10月20日 分立 能登瀬村 | 明治39年7月1日 合併 七郷村             | 昭和31年4月1日 合併 鳳来町  | 鳳来町                                | 鳳来町                      | 平成17年10月1日 合併 新城市 | 新城市 |
| 八 名 郡     | 井代村         | 井代村         | 井代村          | 大野村                     | 明治23年10月20日 分立 井代村   | 明治39年7月1日 合併 七郷村             | 昭和31年4月1日 合併 鳳来町  | 鳳来町                                | 鳳来町                      | 平成17年10月1日 合併 新城市 | 新城市 |
| 八 名 郡     | 六郎貝津村     | 睦平村         | 睦平村          | 大野村                     | 明治23年10月20日 分立 睦平村   | 明治39年7月1日 合併 七郷村             | 昭和31年4月1日 合併 鳳来町  | 鳳来町                                | 鳳来町                      | 平成17年10月1日 合併 新城市 | 新城市 |
| 八 名 郡     | 下平村         | 睦平村         | 睦平村          | 大野村                     | 明治23年10月20日 分立 睦平村   | 明治39年7月1日 合併 七郷村             | 昭和31年4月1日 合併 鳳来町  | 鳳来町                                | 鳳来町                      | 平成17年10月1日 合併 新城市 | 新城市 |
| 八 名 郡     | 細川村         | 細川村         | 細川村          | 大野村                     | 明治23年10月20日 分立 細川村   | 明治39年7月1日 合併 七郷村             | 昭和31年4月1日 合併 鳳来町  | 鳳来町                                | 鳳来町                      | 平成17年10月1日 合併 新城市 | 新城市 |
| 八 名 郡     | 一色村         | 一色村         | 一色村          | 高岡村                     | 高岡村                         | 明治39年7月1日 合併 七郷村             | 昭和31年4月1日 合併 鳳来町  | 鳳来町                                | 鳳来町                      | 平成17年10月1日 合併 新城市 | 新城市 |
| 八 名 郡     | 巣山村         |                |                 | 高岡村                     | 高岡村                         | 明治39年7月1日 合併 七郷村             | 昭和31年4月1日 合併 鳳来町  | 鳳来町                                | 鳳来町                      | 平成17年10月1日 合併 新城市 | 新城市 |
| 長篠村       | 長篠村         | 長篠村         | 長篠村          | 長篠村                     | 長篠村                         | 長篠村                                 | 昭和31年4月1日 合併 鳳来町  | 鳳来町                                | 鳳来町                      | 平成17年10月1日 合併 新城市 | 新城市 |
| 浅畑村       | 浅畑村         | 浅畑村         | 富栄村          | 長篠村                     | 長篠村                         | 長篠村                                 | 昭和31年4月1日 合併 鳳来町  | 鳳来町                                | 鳳来町                      | 平成17年10月1日 合併 新城市 | 新城市 |
| 下平村       |                |                | 富栄村          | 長篠村                     | 長篠村                         | 長篠村                                 | 昭和31年4月1日 合併 鳳来町  | 鳳来町                                | 鳳来町                      | 平成17年10月1日 合併 新城市 | 新城市 |
| 寺林村       |                |                | 富栄村          | 長篠村                     | 長篠村                         | 長篠村                                 | 昭和31年4月1日 合併 鳳来町  | 鳳来町                                | 鳳来町                      | 平成17年10月1日 合併 新城市 | 新城市 |
| 大峠村       |                |                | 富栄村          | 長篠村                     | 長篠村                         | 長篠村                                 | 昭和31年4月1日 合併 鳳来町  | 鳳来町                                | 鳳来町                      | 平成17年10月1日 合併 新城市 | 新城市 |
| 引地村       | 引地村         | 豊岡村         | 豊岡村          | 長篠村                     | 長篠村                         | 長篠村                                 | 昭和31年4月1日 合併 鳳来町  | 鳳来町                                | 鳳来町                      | 平成17年10月1日 合併 新城市 | 新城市 |
| 橋平村       |                | 豊岡村         | 豊岡村          | 長篠村                     | 長篠村                         | 長篠村                                 | 昭和31年4月1日 合併 鳳来町  | 鳳来町                                | 鳳来町                      | 平成17年10月1日 合併 新城市 | 新城市 |
| 湯谷村       |                | 豊岡村         | 豊岡村          | 長篠村                     | 長篠村                         | 長篠村                                 | 昭和31年4月1日 合併 鳳来町  | 鳳来町                                | 鳳来町                      | 平成17年10月1日 合併 新城市 | 新城市 |
| 柿平村       |                | 豊岡村         | 豊岡村          | 長篠村                     | 長篠村                         | 長篠村                                 | 昭和31年4月1日 合併 鳳来町  | 鳳来町                                | 鳳来町                      | 平成17年10月1日 合併 新城市 | 新城市 |
| 槙原新田     |                | 豊岡村         | 豊岡村          | 長篠村                     | 長篠村                         | 長篠村                                 | 昭和31年4月1日 合併 鳳来町  | 鳳来町                                | 鳳来町                      | 平成17年10月1日 合併 新城市 | 新城市 |
| 吉村         | 吉村           | 吉村           | 富保村          | 長篠村                     | 長篠村                         | 長篠村                                 | 昭和31年4月1日 合併 鳳来町  | 鳳来町                                | 鳳来町                      | 平成17年10月1日 合併 新城市 | 新城市 |
| 岡村         |                |                | 富保村          | 長篠村                     | 長篠村                         | 長篠村                                 | 昭和31年4月1日 合併 鳳来町  | 鳳来町                                | 鳳来町                      | 平成17年10月1日 合併 新城市 | 新城市 |
| 大草村       |                |                | 富保村          | 長篠村                     | 長篠村                         | 長篠村                                 | 昭和31年4月1日 合併 鳳来町  | 鳳来町                                | 鳳来町                      | 平成17年10月1日 合併 新城市 | 新城市 |
| 横山村       | 横山村         | 横山村         | 横川村          | 長篠村                     | 長篠村                         | 長篠村                                 | 昭和31年4月1日 合併 鳳来町  | 昭和31年9月30日 境界変更 新城町に編入 | 昭和33年11月1日 市制 新城市 | 平成17年10月1日 合併 新城市 | 新城市 |
| 滝川村       |                |                | 横川村          | 長篠村                     | 長篠村                         | 長篠村                                 | 昭和31年4月1日 合併 鳳来町  | 昭和31年9月30日 境界変更 新城町に編入 | 昭和33年11月1日 市制 新城市 | 平成17年10月1日 合併 新城市 | 新城市 |
| 布里村       | 布里村         | 布里村         | （七久保）      | 布里村                     | 布里村                         | 明治39年7月1日 合併 鳳来寺村           | 昭和31年4月1日 合併 鳳来町  | 昭和31年9月30日 境界変更 新城町に編入 | 昭和33年11月1日 市制 新城市 | 平成17年10月1日 合併 新城市 | 新城市 |
| 布里村       | 布里村         | 布里村         | （上記以外）    | 布里村                     | 布里村                         | 明治39年7月1日 合併 鳳来寺村           | 昭和31年4月1日 合併 鳳来町  | 鳳来町                                | 鳳来町                      | 平成17年10月1日 合併 新城市 | 新城市 |
| 塩平村       | 塩平村         | 塩平村         | 玖老勢村        | 鳳来寺村                   | 鳳来寺村                       | 明治39年7月1日 合併 鳳来寺村           | 昭和31年4月1日 合併 鳳来町  | 鳳来町                                | 鳳来町                      | 平成17年10月1日 合併 新城市 | 新城市 |
| 塩平村       | 塩平村         | 椎平新田       | 玖老勢村        | 鳳来寺村                   | 鳳来寺村                       | 明治39年7月1日 合併 鳳来寺村           | 昭和31年4月1日 合併 鳳来町  | 鳳来町                                | 鳳来町                      | 平成17年10月1日 合併 新城市 | 新城市 |
| 葛村         | 葛村           | 葛村           | 玖老勢村        | 鳳来寺村                   | 鳳来寺村                       | 明治39年7月1日 合併 鳳来寺村           | 昭和31年4月1日 合併 鳳来町  | 鳳来町                                | 鳳来町                      | 平成17年10月1日 合併 新城市 | 新城市 |
| 葛村         | 葛村           | 長楽新田       | 玖老勢村        | 鳳来寺村                   | 鳳来寺村                       | 明治39年7月1日 合併 鳳来寺村           | 昭和31年4月1日 合併 鳳来町  | 鳳来町                                | 鳳来町                      | 平成17年10月1日 合併 新城市 | 新城市 |
| 栃下村       |                |                | 玖老勢村        | 鳳来寺村                   | 鳳来寺村                       | 明治39年7月1日 合併 鳳来寺村           | 昭和31年4月1日 合併 鳳来町  | 鳳来町                                | 鳳来町                      | 平成17年10月1日 合併 新城市 | 新城市 |
| 塩谷村       |                |                | 玖老勢村        | 鳳来寺村                   | 鳳来寺村                       | 明治39年7月1日 合併 鳳来寺村           | 昭和31年4月1日 合併 鳳来町  | 鳳来町                                | 鳳来町                      | 平成17年10月1日 合併 新城市 | 新城市 |
| 門谷村       | 門谷村         | 門谷村         | 門谷村          | 鳳来寺村                   | 鳳来寺村                       | 明治39年7月1日 合併 鳳来寺村           | 昭和31年4月1日 合併 鳳来町  | 鳳来町                                | 鳳来町                      | 平成17年10月1日 合併 新城市 | 新城市 |
| 黒谷村       |                | 門谷村         | 門谷村          | 鳳来寺村                   | 鳳来寺村                       | 明治39年7月1日 合併 鳳来寺村           | 昭和31年4月1日 合併 鳳来町  | 鳳来町                                | 鳳来町                      | 平成17年10月1日 合併 新城市 | 新城市 |
| 峯村         |                | 門谷村         | 門谷村          | 鳳来寺村                   | 鳳来寺村                       | 明治39年7月1日 合併 鳳来寺村           | 昭和31年4月1日 合併 鳳来町  | 鳳来町                                | 鳳来町                      | 平成17年10月1日 合併 新城市 | 新城市 |
| 田代村       |                | 門谷村         | 門谷村          | 鳳来寺村                   | 鳳来寺村                       | 明治39年7月1日 合併 鳳来寺村           | 昭和31年4月1日 合併 鳳来町  | 鳳来町                                | 鳳来町                      | 平成17年10月1日 合併 新城市 | 新城市 |
| 源氏村       | 源氏村         | 源氏村         | 愛郷村          | 愛郷村                     | 愛郷村                         | 明治39年7月1日 合併 鳳来寺村           | 昭和31年4月1日 合併 鳳来町  | 鳳来町                                | 鳳来町                      | 平成17年10月1日 合併 新城市 | 新城市 |
| 島田村       |                |                | 愛郷村          | 愛郷村                     | 愛郷村                         | 明治39年7月1日 合併 鳳来寺村           | 昭和31年4月1日 合併 鳳来町  | 鳳来町                                | 鳳来町                      | 平成17年10月1日 合併 新城市 | 新城市 |
| 忍原村       |                |                | 愛郷村          | 愛郷村                     | 愛郷村                         | 明治39年7月1日 合併 鳳来寺村           | 昭和31年4月1日 合併 鳳来町  | 鳳来町                                | 鳳来町                      | 平成17年10月1日 合併 新城市 | 新城市 |
| 大輪村       |                |                | 愛郷村          | 愛郷村                     | 愛郷村                         | 明治39年7月1日 合併 鳳来寺村           | 昭和31年4月1日 合併 鳳来町  | 鳳来町                                | 鳳来町                      | 平成17年10月1日 合併 新城市 | 新城市 |
| 只持村       | 只持村         | 只持村         | 只持村          | 只持村                     | 只持村                         | 明治39年7月1日 合併 鳳来寺村           | 昭和31年4月1日 合併 鳳来町  | 鳳来町                                | 鳳来町                      | 平成17年10月1日 合併 新城市 | 新城市 |
| 一色村       | 一色村         | 一色村         | 一色村          | 一色村                     | 一色村                         | 明治39年7月1日 合併 鳳来寺村           | 昭和31年4月1日 合併 鳳来町  | 鳳来町                                | 鳳来町                      | 平成17年10月1日 合併 新城市 | 新城市 |
| 塩瀬村       | 塩瀬村         | 塩瀬村         | 塩瀬村          | 塩瀬村                     | 塩瀬村                         | 明治39年7月1日 合併 鳳来寺村           | 昭和31年4月1日 合併 鳳来町  | 鳳来町                                | 鳳来町                      | 平成17年10月1日 合併 新城市 | 新城市 |
| 寺林村       | 寺林村         | 寺林村         | 白鳥村          | 巴村                       | 巴村                           | 明治39年5月1日 合併 作手村             | 作手村                      | 作手村                                | 作手村                      | 平成17年10月1日 合併 新城市 | 新城市 |
| 相月村       |                |                | 白鳥村          | 巴村                       | 巴村                           | 明治39年5月1日 合併 作手村             | 作手村                      | 作手村                                | 作手村                      | 平成17年10月1日 合併 新城市 | 新城市 |
| 河合村       |                |                | 白鳥村          | 巴村                       | 巴村                           | 明治39年5月1日 合併 作手村             | 作手村                      | 作手村                                | 作手村                      | 平成17年10月1日 合併 新城市 | 新城市 |
| 野郷村       |                |                | 白鳥村          | 巴村                       | 巴村                           | 明治39年5月1日 合併 作手村             | 作手村                      | 作手村                                | 作手村                      | 平成17年10月1日 合併 新城市 | 新城市 |
| 須山村       | 須山村         | 須山村         | 清岳村          | 巴村                       | 巴村                           | 明治39年5月1日 合併 作手村             | 作手村                      | 作手村                                | 作手村                      | 平成17年10月1日 合併 新城市 | 新城市 |
| 市場村       |                |                | 清岳村          | 巴村                       | 巴村                           | 明治39年5月1日 合併 作手村             | 作手村                      | 作手村                                | 作手村                      | 平成17年10月1日 合併 新城市 | 新城市 |
| 北畑村       |                |                | 清岳村          | 巴村                       | 巴村                           | 明治39年5月1日 合併 作手村             | 作手村                      | 作手村                                | 作手村                      | 平成17年10月1日 合併 新城市 | 新城市 |
| 長者平村     | 長者平村       | 長者平村       | 高里村          | 巴村                       | 巴村                           | 明治39年5月1日 合併 作手村             | 作手村                      | 作手村                                | 作手村                      | 平成17年10月1日 合併 新城市 | 新城市 |
| 川尻村       |                |                | 高里村          | 巴村                       | 巴村                           | 明治39年5月1日 合併 作手村             | 作手村                      | 作手村                                | 作手村                      | 平成17年10月1日 合併 新城市 | 新城市 |
| 草谷村       |                |                | 高里村          | 巴村                       | 巴村                           | 明治39年5月1日 合併 作手村             | 作手村                      | 作手村                                | 作手村                      | 平成17年10月1日 合併 新城市 | 新城市 |
| 鴨ケ谷村     | 鴨ケ谷村       | 鴨ケ谷村       | 鴨ケ谷村        | 巴村                       | 巴村                           | 明治39年5月1日 合併 作手村             | 作手村                      | 作手村                                | 作手村                      | 平成17年10月1日 合併 新城市 | 新城市 |
| 手洗所村     |                |                | 鴨ケ谷村        | 巴村                       | 巴村                           | 明治39年5月1日 合併 作手村             | 作手村                      | 作手村                                | 作手村                      | 平成17年10月1日 合併 新城市 | 新城市 |
| 岩波村       |                |                |                 | 巴村                       | 巴村                           | 明治39年5月1日 合併 作手村             | 作手村                      | 作手村                                | 作手村                      | 平成17年10月1日 合併 新城市 | 新城市 |
| 西田原村     | 西田原村       | 西田原村       | 田原村          | 田原村                     | 田原村                         | 明治39年5月1日 合併 作手村             | 作手村                      | 作手村                                | 作手村                      | 平成17年10月1日 合併 新城市 | 新城市 |
| 東田原村     |                |                | 田原村          | 田原村                     | 田原村                         | 明治39年5月1日 合併 作手村             | 作手村                      | 作手村                                | 作手村                      | 平成17年10月1日 合併 新城市 | 新城市 |
| 黒瀬村       |                |                |                 | 田原村                     | 田原村                         | 明治39年5月1日 合併 作手村             | 作手村                      | 作手村                                | 作手村                      | 平成17年10月1日 合併 新城市 | 新城市 |
| 菅沼村       | 菅沼村         | 菅沼村         | 菅沼村          | 菅沼村                     | 菅沼村                         | 明治39年5月1日 合併 作手村             | 作手村                      | 作手村                                | 作手村                      | 平成17年10月1日 合併 新城市 | 新城市 |
| 御領村       | 御領村         | 御領村         | 守義村          | 菅沼村                     | 菅沼村                         | 明治39年5月1日 合併 作手村             | 作手村                      | 作手村                                | 作手村                      | 平成17年10月1日 合併 新城市 | 新城市 |
| 小田村       |                |                | 守義村          | 菅沼村                     | 菅沼村                         | 明治39年5月1日 合併 作手村             | 作手村                      | 作手村                                | 作手村                      | 平成17年10月1日 合併 新城市 | 新城市 |
| 道貝津村     |                |                | 守義村          | 菅沼村                     | 菅沼村                         | 明治39年5月1日 合併 作手村             | 作手村                      | 作手村                                | 作手村                      | 平成17年10月1日 合併 新城市 | 新城市 |
| 善夫村       |                |                |                 | 菅沼村                     | 菅沼村                         | 明治39年5月1日 合併 作手村             | 作手村                      | 作手村                                | 作手村                      | 平成17年10月1日 合併 新城市 | 新城市 |
| 木和田村     |                |                |                 | 菅沼村                     | 菅沼村                         | 明治39年5月1日 合併 作手村             | 作手村                      | 作手村                                | 作手村                      | 平成17年10月1日 合併 新城市 | 新城市 |
| 赤羽根村     | 赤羽根村       | 赤羽根村       | 高松村          | 高松村                     | 高松村                         | 明治39年5月1日 合併 作手村             | 作手村                      | 作手村                                | 作手村                      | 平成17年10月1日 合併 新城市 | 新城市 |
| 弓木村       |                |                | 高松村          | 高松村                     | 高松村                         | 明治39年5月1日 合併 作手村             | 作手村                      | 作手村                                | 作手村                      | 平成17年10月1日 合併 新城市 | 新城市 |
| 川手村       |                |                | 高松村          | 高松村                     | 高松村                         | 明治39年5月1日 合併 作手村             | 作手村                      | 作手村                                | 作手村                      | 平成17年10月1日 合併 新城市 | 新城市 |
| 小林村       |                |                | 高松村          | 高松村                     | 高松村                         | 明治39年5月1日 合併 作手村             | 作手村                      | 作手村                                | 作手村                      | 平成17年10月1日 合併 新城市 | 新城市 |
| 杉平村       | 杉平村         | 杉平村         | 杉平村          | 杉平村                     | 杉平村                         | 明治39年5月1日 合併 作手村             | 作手村                      | 作手村                                | 作手村                      | 平成17年10月1日 合併 新城市 | 新城市 |
| 田代村       | 田代村         | 田代村         | 田代村          | 田代村                     | 田代村                         | 明治39年5月1日 合併 作手村             | 作手村                      | 作手村                                | 作手村                      | 平成17年10月1日 合併 新城市 | 新城市 |
| 和田村       | 和田村         | 和田村         | 保永村          | 保永村                     | 保永村                         | 明治39年5月1日 合併 作手村             | 作手村                      | 作手村                                | 作手村                      | 平成17年10月1日 合併 新城市 | 新城市 |
| 見代村       |                |                | 保永村          | 保永村                     | 保永村                         | 明治39年5月1日 合併 作手村             | 作手村                      | 作手村                                | 作手村                      | 平成17年10月1日 合併 新城市 | 新城市 |
| 戸津呂村     |                |                | 保永村          | 保永村                     | 保永村                         | 明治39年5月1日 合併 作手村             | 作手村                      | 作手村                                | 作手村                      | 平成17年10月1日 合併 新城市 | 新城市 |
| 大和田村     | 大和田村       | 大和田村       | 大和田村        | 大和田村                   | 大和田村                       | 明治39年5月1日 合併 作手村             | 作手村                      | 作手村                                | 作手村                      | 平成17年10月1日 合併 新城市 | 新城市 |
| 荒原村       | 荒原村         | 荒原村         | 荒原村          | 荒原村                     | 荒原村                         | 明治39年5月1日 合併 作手村             | 作手村                      | 作手村                                | 作手村                      | 平成17年10月1日 合併 新城市 | 新城市 |
| 東 加 茂 郡  | 黒坂村（一部） | 黒坂村（一部） | 黒坂村（一部）  | 合併 下山村（一部）        | 下山村（一部）                 | 明治39年5月1日 合併 下山村（北中河内） | 昭和23年2月1日 作手村に編入 | 昭和23年2月1日 作手村に編入           | 昭和23年2月1日 作手村に編入 | 平成17年10月1日 合併 新城市 | 新城市 |
| 東 加 茂 郡  | 羽布村（一部） | 羽布村（一部） | 羽布村（一部）  | 合併 富義村（一部）        | 富義村（一部）                 | 明治39年5月1日 合併 下山村（北中河内） | 昭和23年2月1日 作手村に編入 | 昭和23年2月1日 作手村に編入           | 昭和23年2月1日 作手村に編入 | 平成17年10月1日 合併 新城市 | 新城市 |

## 行政
歴代郡長
| 代 | 氏名 | 就任年月日                 | 退任年月日                | 備考                   |
| -- | ---- | -------------------------- | ------------------------- | ---------------------- |
| 1  |      | 明治11年（1878年）12月20日 |                           |                        |
|    |      |                            | 大正15年（1926年）6月30日 | 郡役所廃止により、廃官 |